# 10 My Me
„10 My Me“ е десетият студиен албум на японската група Morning Musume издаден на 17 март 2010 година от Zetima Records. Албумът достига 9-а позиция в японската класация за албуми.
Ограничената версия опакована с бонус DVD и има различно черно покритие.

## Списък с песните

### CD
1. „Moonlight Night (Tsukiyo no Ban da yo)“ (Moonlight night ～月夜の晩だよ～ „Moonlight Night (It's a Moonlit Night)“) – 3:42
2. „Kimagure Princess (気まぐれプリンセス, „Fickle Princess“)“ – 4:18
3. „Genki Pikappika!“ (元気ピカッピカッ! „Sparkling Energy“) – 4:18
4. „Namidacchi“ (涙ッチ „Tears“) – 3:38
5. „Onna ga Medatte Naze Ikenai (女が目立って なぜイケナイ, „Why Can't Women Stand Out?“)“ – 3:53
6. „Ōkii Hitomi“ (大きい瞳 „Big Eyes“) – 4:43
7. „Ano Hi ni Modoritai“ (あの日に戻りたい „I Want to Return to that Day“) – 4:33
8. „Nanchatte Ren'ai (なんちゃって恋愛, „Fake Love“)“ – 4:21
9. „Osaka Umainen“ (大阪 美味いねん „Delicious Osaka“) – 3:10
10. „Loving You Forever“ – 5:03
11. „Shōganai Yume Oibito (しょうがない 夢追い人, „Helpless Dream Chaser“)“ – 5:04
12. „Ame no Furanai Hoshi de wa Aisenai Darō? (Chūgoku-go Ver.)“ (雨の降らない星では愛せないだろう (中国語Ver.) „We Can't Love Each Other On a Planet Where No Rain Falls, Can We? (китайска вер.)“) – 4:17

### Лимитирано DVD
1. „Onna ga Medatte Naze Ikenai (соло версия на Ай Такахаши)“
2. „Onna ga Medatte Naze Ikenai (соло версия на Риса Ниигаки)“
3. „Onna ga Medatte Naze Ikenai (соло версия на Ери Камеи)“
4. „Onna ga Medatte Naze Ikenai (соло версия на Саюми Мичишиге)“
5. „Onna ga Medatte Naze Ikenai (соло версия на Рейна Танака)“
6. „Onna ga Medatte Naze Ikenai (соло версия на Айка Мицуи)“
7. „Onna ga Medatte Naze Ikenai (соло версия на Джун Джун)“
8. „Onna ga Medatte Naze Ikenai (соло версия на Лин Лин)“
9. „Onna ga Medatte Naze Ikenai (Mobekimasu! Live версия)“
10. „Album Jacket снимки: Създаване на“